# Frans Ram
Frans Ram (Schiedam, 23 maart 1948) is een Nederlandse beeldhouwer.

## Leven en werk
Ram volgde een opleiding aan de Academie voor Beeldende Kunsten in Rotterdam. Hij vestigde zich in Friesland, waar hij werkt in Hogebeintum. Hij maakt figuratieve mens- en dierfiguren in brons. Zijn abstracte werk voert hij vooral uit in de materialen marmer, graniet of hardsteen. Op Ameland staan vijf beelden van zijn hand. Ter gelegenheid van de 800e Zuidlaardermarkt, maakte hij in 2000 een levensgroot monument van een paard en twee handelaren.

## Werken (selectie)
- 1978 Freark fan Hallum, Gedempte Haven, Hallum
- 1982 Kardinaal de Jong, Kardinaal de Jongweg, Nes
- 1983 De Slikwerker, Zwarte Haan
- 1984 De Balkenspringer, Surhuizum
- 1989 De Wandelaars, Joure
- 1991 De Dijkwachters, Reeweg, Ballum
- 1994 Abe Lenstra, bij het stadion, Heerenveen
- 1994 Hidde Dirks Kat, Hidde Dirks Katstraat, Hollum
- 1996 Willem Barentsz, Badweg, Formerum
- 1998 Paarden, Jelmeraweg 1, Ballum
- 1999 Verzetsmonument Jakob Klok, Voorweg to 131, Damwoude
- 2000 Zuidlaardermarkt Monument, Stationsstraat, Zuidlaren
- 2001 Borstbeeld Jopie Huisman, Workum
- 2003 Touwslager, Bockemakade, Sneek
- 2004 De Waadfisker, Tzummarum
- 2007 Wim Duisenberg, Lindegracht, Heerenveen
- 2009 Poepekrús, Zomerweg, Bergum